# Nordvik
Nordvik (en russe : Нордвик), est un ancien village portuaire situé dans le kraï de Krasnoïarsk, en Russie.
Situé sur le golfe de Khatanga en mer de Laptev à l'embouchure de la rivière Khatanga, sur la péninsule d'Uryung Tumus, à l'ouest de la baie de Nordvik, il a été connu pour sa colonie pénitentiaire.
Près de Nordvik se trouve un dôme de sel paléozoïque connu sous le nom de Tus-Takh. Les restes d'un plésiosaure (Plesiosaurus Robustus) ont été retrouvés sur la péninsule d'Uryung Tumus.

## Histoire
Le nom signifie littéralement « Baie du Nord » en norvégien et fait référence à la baie de Nordvik découverte par la Grande expédition russe du Nord en 1739.
En 1933, la nouvelle Glavsevmorpout envoie le cargo Pravda à Nordvik avec une expédition d'exploration pétrolière dirigée par Nikolay Urvantsev (en). Le 4 septembre, le Pravda est proche de Nordvik. Le capitaine Belitskiy a décidé d'approcher la baie de Nordvik par l'est, entre Poluostrov Paksa et l'île Bolchoï Begichev. Bien qu'il ne connaisse pas la profondeur du chenal, Belitskiy continue sans prendre la précaution élémentaire de sonder. Le navire s'échoue à deux reprises au centre du chenal.
Nordvik est une des étapes de Fabio Farich lors de son vol en 1937.
Selon Urvantsev, les forages à Nordvik au cours des saisons suivantes ont révélé de petites poches de pétrole peu profondes liées à des structures salines sans grande importance commerciale. Mais le sel lui-même est extrait à une échelle assez massive au moyen de travaux forcés dans une colonie pénitentiaire. À partir des années 1930, Nordvik devient une source importante d'approvisionnement en sel pour les pêcheries du Nord.
Bien que les perspectives pétrolières initiales de Nordvik ne se soient pas concrétisées, une expérience est acquise dans l'exploration d'hydrocarbures dans les zones de pergélisol continu. Cette expérience s'avère inestimable lors de l'exploration et de l'exploitation ultérieures des immenses gisements de pétrole et de gaz de la Sibérie occidentale.
La colonie pénitentiaire est fermée au milieu des années 1940 lorsque les Américains arrivent à Nordvik en tant qu'alliés de l'Union soviétique.
Nordvik est déserté à partir de 1956.

## Galerie
|  |